# Calamagrostis caucasica
Calamagrostis caucasica är en gräsart som beskrevs av Carl Bernhard von Trinius. Calamagrostis caucasica ingår i släktet rör, och familjen gräs. Inga underarter finns listade i Catalogue of Life.